# Respublika (Lituanie)
Pour les articles homonymes, voir Respublika.
Respublika est un quotidien lituanien, publié en lituanien depuis le 16 septembre 1989. Il existe aussi une édition en russe depuis 1991.
Le groupe de presse Respublika qui possède aussi les quotidiens Vakaro žinios, Šiaulių kraštas et Vakarų ekspresas domine le marché de la presse lituanienne.
Le tirage de Respublika tourne autour de 45 000 copies pour l'édition en lituanien (6 jours/semaine) et 25 000 pour l'édition en russe (5 jours/semaine).
Il fut en 1996 le premier journal du pays à être imprimé en couleur.